# Rue Antonin-Mercié (Paris)
Pour les articles homonymes, voir Rue Antonin-Mercié.
La rue Antonin-Mercié est une voie du 15e arrondissement de Paris, en France.

## Situation et accès
La rue Antonin-Mercié est une voie publique située dans le 15e arrondissement de Paris. Elle débute au 90, boulevard Lefebvre et se termine au 49, avenue Albert-Bartholomé.

## Origine du nom

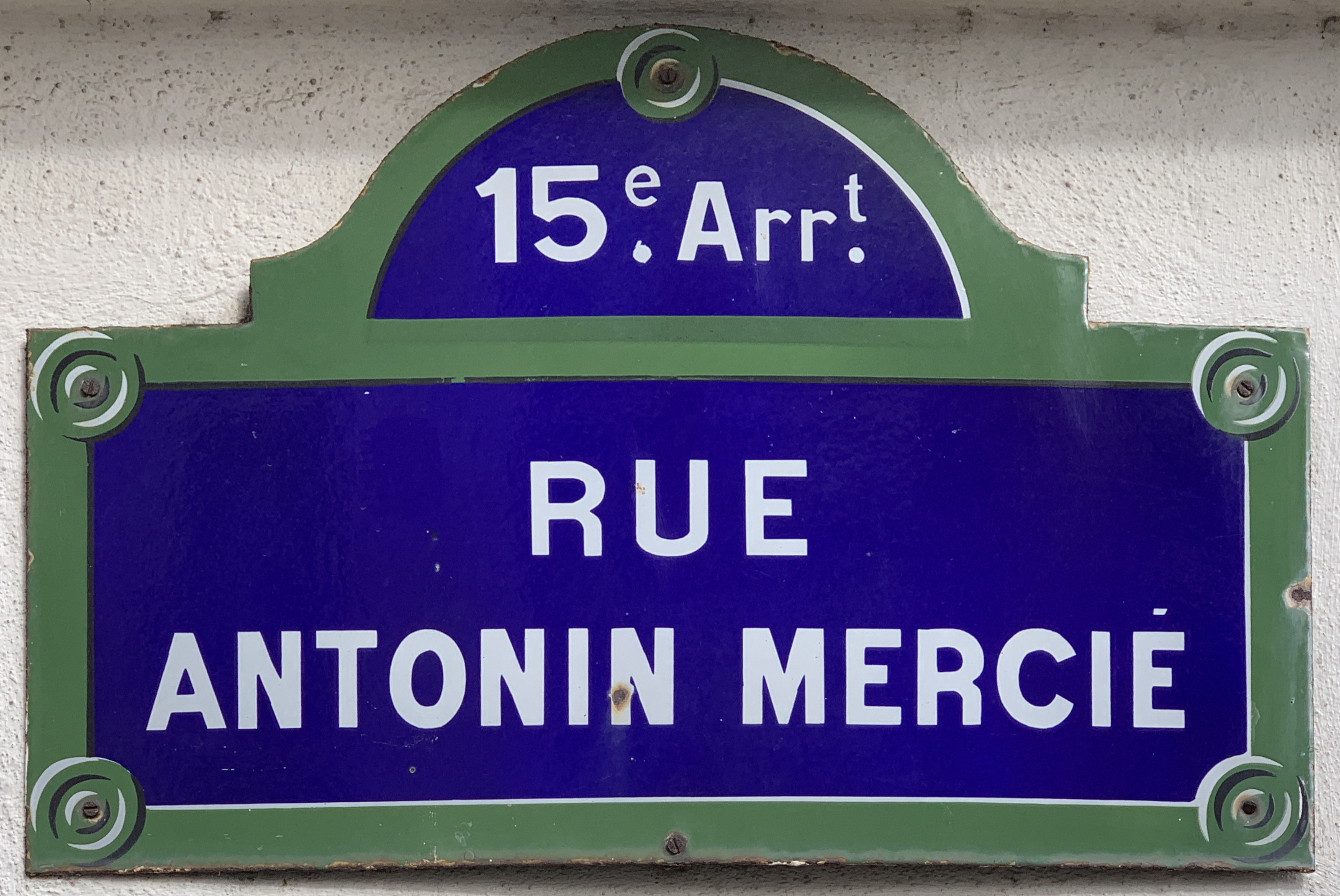
Plaque de la rue.

La rue a été nommée en l'honneur d'Antonin Mercié (1845-1916), sculpteur.

## Historique
La voie a été ouverte et a pris sa dénomination actuelle en 1929 sur l'emplacement du bastion no 74 de l'enceinte de Thiers.